# Bank emisyjny
Bank emisyjny – instytucja mająca wyłączne prawo emitowania znaków pieniężnych (czyli ich drukowania), będących prawnym środkiem płatniczym w danym państwie. Obecnie rolę banków emisyjnych pełnią banki centralne. Emitowane pieniądze wprowadzają one do systemu gospodarczego udzielając kredytów bankom komercyjnym (w niektórych krajach – np. Stanach Zjednoczonych – bezpośrednim kredytobiorcą może być również rząd). Jednym z celów banku emisyjnego/centralnego jest dbałość o utrzymywanie wartości emitowanej waluty. Według współcześnie obowiązującej doktryny, banki emisyjne emitują taką ilość pieniądza, na jaką istnieje zapotrzebowanie przy danych stopach procentowych.
W Polsce bankiem emisyjnym jest Narodowy Bank Polski (NBP). Ma on wyłączne prawo emitowania znaków pieniężnych będących prawnym środkiem płatniczym w Polsce. Emitowane pieniądze – podobnie jak inne banki emisyjne na świecie – wprowadza do systemu gospodarczego, udzielając kredytów bankom komercyjnym. Celem NBP jest stabilizowanie wartości złotego. Cel ten realizuje on poprzez narzędzia polityki pieniężnej.